# کریس گاردنر
کریس گاردنر (انگلیسی: Chris Gardner؛ زادهٔ ۹ فوریهٔ ۱۹۵۴) یک کارآفرین اهل ایالات متحده آمریکا است. وی در دهه ۱۹۸۰ بی‌خانمان بود و کتاب در جستجوی خوشبختی نوشته وی است. فیلم در جستجوی خوشبختی از روی کتاب وی ساخته شده‌است.
فیلم در جستجوی خوشبختی نیز با بازی ویل اسمیت در نقش کریس گاردنر در سال ۲۰۰۶ بر اساس زندگی‌نامه او ساخته شد.
آقای کریس گاردنر یکی از بزرگترین کار افرینان جهان است که از فقر شدید مالی مدت زیادی را در توالت زندگی می‌کرد اما اکنون یکی از بزرگترین بازاریابان جهان در شرکت بورس دیمویتر می‌باشد. وی در سال ۲۰۰۰ شرکت گاردنر ریچ را تأسیس کرد.